# Ko Kieft
Ko Kieft (Sioux Center, Iowa, 20 de enero de 1998) es un jugador profesional estadounidense de fútbol americano que se desempeña en la posición de tight end en Tampa Bay Buccaneers, equipo de la National Football League (NFL).

## Carrera
Fue seleccionado en la sexta ronda en la Reunión Anual de Selección de Jugadores de la NFL de 2022. Hizo su debut profesional con el equipo Tampa Bay Buccaneers, donde lleva jugando dos temporadas.